# Charles Davies Sherborn
Charles Davies Sherborn (* 30. Juni 1861 in Chelsea (London); † 22. Juni 1942) war ein britischer Zoologe und Taxonom.
Er war der älteste Sohn des Graveurs Charles William Sherborn und musste mit 14 Jahren die Schule verlassen, um zu arbeiten. Er sammelte Muscheln, Fossilien und Steine und arbeitete in einem Buchladen und danach für einen Schneider nahe dem Museum für Praktische Geologie. Er arbeitete ab 1888 für das Natural History Museum, die meiste Zeit unbezahlt. Anfangs war er mit der Präparation von Fossilien betraut, wobei er nach Stückzahl bezahlt wurde. Er war nicht verheiratet (aber 10 Jahre verlobt) und lebte in sehr bescheidenen finanziellen Verhältnissen, obwohl er von einem Verwandten einen Landsitz geerbt hatte, den er aber nie bezog. Lange Jahre galt er als zuverlässige Anlaufstelle in der Bibliothek für Auskünfte zu zoologischer Literatur und Taxonomie.
Sherborn schuf in 43 Jahren den umfangreichen Index Animalium, das Verzeichnis aller zwischen 1758 und 1850 beschriebenen rezenten oder fossilen Tierarten samt Literaturangaben zur Erstbeschreibung. Der Startpunkt 1758 wurde nach dem Erscheinen der definitiven 10. Auflage der Systema naturae von Carl von Linné gewählt. Es umfasst 9000 Seiten in 11 Bänden und 440.000 Namen. Das Werk ist bis heute ein Standardwerk. Vorbild war anfangs der Index Kewensis für Blütenpflanzen. Trotz der Bemühungen der British Association for the Advancement of Science war die Finanzierung von Sherborns Arbeit mager und anfangs konnte er sich nur in der Nacht der Arbeit am Index widmen.
Von ihm stammen rund 400 Bücher und Veröffentlichungen. Er ordnete auch den wissenschaftlichen Nachlass von Richard Owen, dem Gründer des Natural History Museum, und trug zur Biographie Owens von dessen Enkel  Richard S. Owen bei.
1936 bis zu seinem Tod war er erster Präsident der Society for the History of Natural History. Er war Ehrendoktor der Universität Oxford.
Er sammelte Bücher und Antiquitäten.

## Schriften
- Index animalium sive index nominum quae ab a.d. MDCCLVIII generibus et speciebus animalium imposita sunt. Sectio prima a kalendis Ianuariis, MDCCLVIII usque ad finem Decembris, MDCCC. - pp. i-lix [= 1-59], 1-1195. Cantabrigae. Cambridge University Press,  1902 (der erste Band von 11, der letzte erschien 1933)
- mit Arthur Smith Woodward: A catalogue of British fossil vertebrata, London 1890